# Philematium longiceps
Philematium longiceps är en skalbaggsart som beskrevs av Jordan 1894. Philematium longiceps ingår i släktet Philematium och familjen långhorningar.
Artens utbredningsområde är Sierra Leone. Inga underarter finns listade i Catalogue of Life.